# Igroš
Igroš (Servisch cyrillisch Игрош) is een plaats in de Servische gemeente Brus. De plaats telt 637 inwoners (2002).